# Namiszom
Namiszom (hangul:  남이섬) kis, félhold vagy levél alakú sziget a dél-koreai Pukhan folyón, mely a Cshongphjongmjon (청평면) gát építésekor jött létre. Nevét Nami tábornokról kapta, aki sikeresen verte le a lázadókat Szedzso király idejében a 15. században. 63 kilométerre található Szöultól, 30 percre Cshuncshon városától.

## Turizmus
A sziget népszerű turisztikai célpont, különösen a Winter Sonata című sorozat bemutatása óta, melynek jeleneteit jórészt itt forgatták; a látogatók száma 250 ezerről 650 ezerre emelkedett. A kínai mamutfenyőkkel és páfrányfenyőkkel tarkított szigeten a sorozat főszereplőinek szobrot is állítottak.

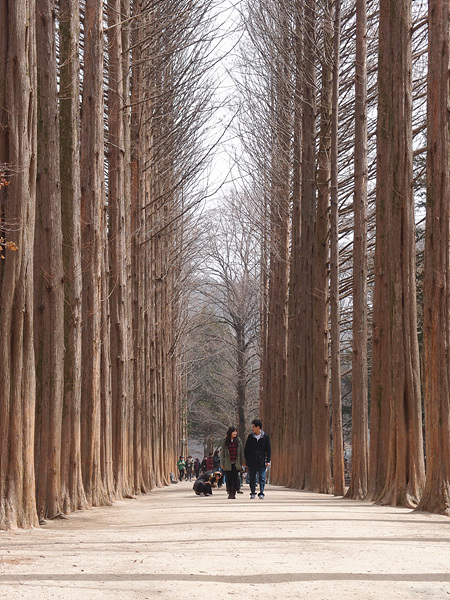
A híres sétány, ahol a Winter Sonata főszereplői bicikliztek